# Megalotus
Megalotus é um género botânico pertencente à família das orquídeas (Orchidaceae).